# 苯甲醚
苯甲醚（英語：methyl phenyl ether）也称茴香醚（英語：anisole），是芳香醚的一种，分子式为C6H5OCH3。无色液体，具有香味。溶于乙醇、乙醚，不溶于水。
苯甲醚容易发生芳香环上的亲电取代反应，与五氯化磷反应主要得对氯苯甲醚及少量邻氯产物；与硫酰氯反应得2,4,6-三氯苯甲醚。此外，苯甲醚与氢溴酸或氢碘酸一起加热，发生碳-氧键断裂，生成酚和卤代甲烷，这是测定苯环上甲氧基的重要方法。
苯甲醚最初是从蒸馏水杨酸甲酯或甲氧基苯甲酸得到，今主要用甲基化试剂硫酸二甲酯在碱性水溶液中与苯酚反应制得。可用作有机合成原料，如合成树脂、香料等。